# Championnat d'Europe masculin de volley-ball des moins de 21 ans 1971
Navigation
Tallinn 1969 Voorburg 1973
Le 3e championnat d'Europe de volley-ball masculin des moins de 21 ans (Juniors) s'est déroulé du 2 au 11 septembre 1971  à Barcelone (Espagne).

## Déroulement de la compétition

### Tour préliminaire

#### Composition des groupes
| Poule A                       | Poule B                                              | Poule C                                   | Poule D                             | Poule E                                      | Poule F                         |
| ----------------------------- | ---------------------------------------------------- | ----------------------------------------- | ----------------------------------- | -------------------------------------------- | ------------------------------- |
| Site : Barcelone Espagne URSS | Site : Barcelone Bulgarie Grèce Allemagne de l'Ouest | Site : Barcelone Danemark Italie Pays-Bas | Site : Barcelone Allemagne de l'Est | Site : Barcelone Yougoslavie Tchécoslovaquie | Site : Barcelone France Pologne |

#### Poule A
| # | Équipe  | Pts | J | G | P | Sp | Sc | Ratio | Pp | Pc | Ratio |
| - | ------- | --- | - | - | - | -- | -- | ----- | -- | -- | ----- |
| 1 | URSS    | 2   | 1 | 1 | 0 | 3  | 0  | MAX   | 45 | 25 | 1.8   |
| 2 | Espagne | 1   | 1 | 0 | 1 | 0  | 3  | 0     | 25 | 45 | 0.556 |

| Date     | Match          | Résultat | Sets  | Sets | Sets | Sets | Sets | Total Points |
| Date     | Match          | Résultat | 1     | 2    | 3    | 4    | 5    | Total Points |
| -------- | -------------- | -------- | ----- | ---- | ---- | ---- | ---- | ------------ |
| 02.09.71 | URSS - Espagne | 3 - 0    | 15-12 | 15-7 | 15-6 | -    | -    | 45-25        |

#### Poule B
| # | Équipe               | Pts | J | G | P | Sp | Sc | Ratio | Pp  | Pc | Ratio |
| - | -------------------- | --- | - | - | - | -- | -- | ----- | --- | -- | ----- |
| 1 | Bulgarie             | 4   | 2 | 2 | 0 | 6  | 1  | 6     | 101 | 57 | 1.772 |
| 2 | Grèce                | 3   | 2 | 1 | 1 | 4  | 3  | 1.333 | 81  | 78 | 1.038 |
| 3 | Allemagne de l'Ouest | 2   | 2 | 0 | 2 | 0  | 6  | 0     | 43  | 90 | 0.478 |

| Date     | Match                           | Résultat | Sets | Sets  | Sets  | Sets  | Sets | Total Points |
| Date     | Match                           | Résultat | 1    | 2     | 3     | 4     | 5    | Total Points |
| -------- | ------------------------------- | -------- | ---- | ----- | ----- | ----- | ---- | ------------ |
| 02.09.69 | Grèce - Allemagne de l'Ouest    | 3 - 0    | 15-3 | 15-8  | 15-11 | -     | -    | 45-22        |
| 03.09.69 | Bulgarie - Grèce                | 3 - 1    | 15-6 | 11-15 | 15-4  | 15-11 | -    | 56-36        |
| 04.09.69 | Bulgarie - Allemagne de l'Ouest | 3 - 0    | 15-8 | 15-6  | 15-7  | -     | -    | 45-21        |

#### Poule C
| # | Équipe   | Pts | J | G | P | Sp | Sc | Ratio | Pp | Pc | Ratio |
| - | -------- | --- | - | - | - | -- | -- | ----- | -- | -- | ----- |
| 1 | Italie   | 4   | 2 | 2 | 0 | 6  | 0  | MAX   | 90 | 43 | 2.093 |
| 2 | Pays-Bas | 3   | 2 | 1 | 1 | 3  | 3  | 1     | 72 | 52 | 1.385 |
| 3 | Danemark | 2   | 2 | 0 | 2 | 0  | 6  | 0     | 23 | 90 | 0.256 |

| Date     | Match               | Résultat | Sets | Sets  | Sets | Sets | Sets | Total Points |
| Date     | Match               | Résultat | 1    | 2     | 3    | 4    | 5    | Total Points |
| -------- | ------------------- | -------- | ---- | ----- | ---- | ---- | ---- | ------------ |
| 02.09.71 | Pays-Bas - Danemark | 3 - 0    | 15-1 | 15-6  | 15-0 | -    | -    | 45-7         |
| 03.09.71 | Italie - Pays-Bas   | 3 - 0    | 15-8 | 15-11 | 15-8 | -    | -    | 45-27        |
| 04.09.71 | Italie - Danemark   | 3 - 0    | 15-9 | 15-1  | 15-6 | -    | -    | 45-16        |

#### Poule E
| # | Équipe          | Pts | J | G | P | Sp | Sc | Ratio | Pp | Pc | Ratio |
| - | --------------- | --- | - | - | - | -- | -- | ----- | -- | -- | ----- |
| 1 | Yougoslavie     | 2   | 1 | 1 | 0 | 3  | 1  | 3     | 59 | 44 | 1.341 |
| 2 | Tchécoslovaquie | 1   | 1 | 0 | 1 | 1  | 3  | 0.333 | 44 | 59 | 0.746 |

| Date     | Match                         | Résultat | Sets  | Sets  | Sets  | Sets | Sets | Total Points |
| Date     | Match                         | Résultat | 1     | 2     | 3     | 4    | 5    | Total Points |
| -------- | ----------------------------- | -------- | ----- | ----- | ----- | ---- | ---- | ------------ |
| 04.09.71 | Yougoslavie - Tchécoslovaquie | 3 - 1    | 16-14 | 15-12 | 13-15 | 15-3 | -    | 59-44        |

#### Poule F
| # | Équipe  | Pts | J | G | P | Sp | Sc | Ratio | Pp | Pc | Ratio |
| - | ------- | --- | - | - | - | -- | -- | ----- | -- | -- | ----- |
| 1 | Pologne | 2   | 1 | 1 | 0 | 3  | 1  | 3     | 53 | 35 | 1.514 |
| 2 | France  | 1   | 1 | 0 | 1 | 1  | 3  | 0.333 | 35 | 53 | 0.66  |

| Date     | Match            | Résultat | Sets | Sets | Sets | Sets  | Sets | Total Points |
| Date     | Match            | Résultat | 1    | 2    | 3    | 4     | 5    | Total Points |
| -------- | ---------------- | -------- | ---- | ---- | ---- | ----- | ---- | ------------ |
| 04.09.71 | Pologne - France | 3 - 1    | 8-15 | 15-2 | 15-8 | 15-10 | -    | 53-35        |

### Tour final

#### Poule de Classement 7 à 13
| # | Équipe               | Pts | J | G | P | Sp | Sc | Ratio | Pp  | Pc  | Ratio |
| - | -------------------- | --- | - | - | - | -- | -- | ----- | --- | --- | ----- |
| 1 | Tchécoslovaquie      | 12  | 6 | 6 | 0 | 18 | 2  | 9     | 297 | 189 | 1.571 |
| 2 | Grèce                | 11  | 6 | 5 | 1 | 15 | 6  | 2.5   | 290 | 220 | 1.318 |
| 3 | Espagne              | 9   | 6 | 3 | 3 | 15 | 10 | 1.5   | 321 | 288 | 1.115 |
| 4 | Allemagne de l'Ouest | 9   | 6 | 3 | 3 | 11 | 13 | 0.846 | 289 | 295 | 0.98  |
| 5 | France               | 8   | 6 | 2 | 4 | 9  | 12 | 0.75  | 257 | 252 | 1.02  |
| 6 | Pays-Bas             | 8   | 6 | 2 | 4 | 7  | 14 | 0.5   | 233 | 266 | 0.876 |
| 7 | Danemark             | 6   | 6 | 0 | 6 | 0  | 18 | 0     | 93  | 270 | 0.344 |

| Date     | Match                                  | Résultat | Sets  | Sets  | Sets  | Sets  | Sets  | Total Points |
| Date     | Match                                  | Résultat | 1     | 2     | 3     | 4     | 5     | Total Points |
| -------- | -------------------------------------- | -------- | ----- | ----- | ----- | ----- | ----- | ------------ |
| 05.09.71 | Grèce - Espagne                        | 3 - 2    | 15-13 | 15-9  | 11-15 | 9-15  | 15-6  | 65-58        |
| 05.09.71 | France - Pays-Bas                      | 3 - 0    | 15-10 | 15-9  | 15-9  | -     | -     | 45-28        |
| 05.09.71 | Tchécoslovaquie - Allemagne de l'Ouest | 3 - 0    | 15-12 | 15-12 | 15-9  | -     | -     | 45-33        |
| 06.09.71 | Pays-Bas - Allemagne de l'Ouest        | 3 - 2    | 6-15  | 15-12 | 10-15 | 15-12 | 15-8  | 61-62        |
| 06.09.71 | Tchécoslovaquie - Grèce                | 3 - 0    | 15-8  | 15-10 | 15-10 | -     | -     | 45-28        |
| 06.09.71 | Espagne - Danemark                     | 3 - 0    | 15-10 | 15-1  | 15-6  | -     | -     | 45-17        |
| 07.09.71 | Grèce - Pays-Bas                       | 3 - 1    | 15-7  | 15-9  | 14-16 | 18-16 | -     | 62-48        |
| 07.09.71 | Allemagne de l'Ouest - France          | 3 - 2    | 15-7  | 8-15  | 15-13 | 9-15  | 15-11 | 62-61        |
| 07.09.71 | Tchécoslovaquie - Danemark             | 3 - 0    | 15-4  | 15-2  | 15-3  | -     | -     | 45-9         |
| 08.09.71 | Grèce - France                         | 3 - 0    | 15-12 | 15-3  | 15-10 | -     | -     | 45-25        |
| 08.09.71 | Tchécoslovaquie - Espagne              | 3 - 2    | 13-15 | 15-5  | 15-7  | 13-15 | 16-14 | 72-56        |
| 08.09.71 | Pays-Bas - Danemark                    | 3 - 0    | 15-1  | 15-6  | 15-0  | -     | -     | 45-7         |
| 09.09.71 | Grèce - Allemagne de l'Ouest           | 3 - 0    | 15-3  | 15-8  | 15-11 | -     | -     | 45-22        |
| 09.09.71 | France - Danemark                      | 3 - 0    | 15-2  | 15-3  | 15-9  | -     | -     | 45-14        |
| 09.09.71 | Espagne - Pays-Bas                     | 3 - 0    | 15-3  | 15-12 | 15-8  | -     | -     | 45-23        |
| 10.09.71 | Tchécoslovaquie - Pays-Bas             | 3 - 0    | 15-7  | 15-9  | 15-12 | -     | -     | 45-28        |
| 10.09.71 | Espagne - France                       | 3 - 1    | 15-6  | 13-15 | 15-13 | 15-12 | -     | 58-46        |
| 10.09.71 | Allemagne de l'Ouest - Danemark        | 3 - 0    | 15-6  | 15-5  | 15-13 | -     | -     | 45-24        |
| 11.09.71 | Allemagne de l'Ouest - Espagne         | 3 - 2    | 9-15  | 15-7  | 11-15 | 15-10 | 15-12 | 65-59        |
| 11.09.71 | Grèce - Danemark                       | 3 - 0    | 15-5  | 15-9  | 15-8  | -     | -     | 45-22        |
| 11.09.71 | Tchécoslovaquie - France               | 3 - 0    | 15-13 | 15-9  | 15-13 | -     | -     | 45-35        |

#### Poule Finale
| # | Équipe             | Pts | J | G | P | Sp | Sc | Ratio | Pp  | Pc  | Ratio |
| - | ------------------ | --- | - | - | - | -- | -- | ----- | --- | --- | ----- |
| 1 | URSS               | 10  | 5 | 5 | 0 | 15 | 1  | 15    | 238 | 134 | 1.776 |
| 2 | Pologne            | 8   | 5 | 3 | 2 | 11 | 7  | 1.571 | 238 | 222 | 1.072 |
| 3 | Bulgarie           | 8   | 5 | 3 | 2 | 9  | 7  | 1.286 | 199 | 186 | 1.07  |
| 4 | Allemagne de l'Est | 7   | 5 | 2 | 3 | 9  | 11 | 0.818 | 249 | 260 | 0.958 |
| 5 | Yougoslavie        | 6   | 5 | 1 | 4 | 4  | 12 | 0.333 | 169 | 221 | 0.765 |
| 6 | Italie             | 6   | 5 | 1 | 4 | 3  | 13 | 0.231 | 150 | 220 | 0.682 |

| Date     | Match                            | Résultat | Sets  | Sets  | Sets  | Sets  | Sets | Total Points |
| Date     | Match                            | Résultat | 1     | 2     | 3     | 4     | 5    | Total Points |
| -------- | -------------------------------- | -------- | ----- | ----- | ----- | ----- | ---- | ------------ |
| 06.09.71 | Yougoslavie - Italie             | 3 - 0    | 15-7  | 15-7  | 15-10 | -     | -    | 45-24        |
| 06.09.71 | Allemagne de l'Est - Pologne     | 3 - 2    | 10-15 | 15-8  | 18-20 | 15-13 | 15-4 | 73-60        |
| 06.09.71 | URSS - Bulgarie                  | 3 - 0    | 15-6  | 15-10 | 15-7  | -     | -    | 45-23        |
| 07.09.71 | Yougoslavie - Pologne            | 1 - 3    | 12-15 | 19-17 | 9-15  | 0-15  | -    | 40-62        |
| 07.09.71 | Bulgarie - Allemagne de l'Est    | 3 - 1    | 15-8  | 16-14 | 7-15  | 15-9  | -    | 53-46        |
| 07.09.71 | URSS - Italie                    | 3 - 0    | 15-4  | 15-13 | 15-4  | -     | -    | 45-21        |
| 08.09.71 | Yougoslavie - URSS               | 0 - 3    | 5-15  | 7-15  | 7-15  | -     | -    | 19-45        |
| 08.09.71 | Italie - Allemagne de l'Est      | 3 - 1    | 12-15 | 15-12 | 15-4  | 15-9  | -    | 57-40        |
| 08.09.71 | Pologne - Bulgarie               | 3 - 0    | 15-11 | 15-11 | 15-11 | -     | -    | 45-33        |
| 10.09.71 | Yougoslavie - Allemagne de l'Est | 0 - 3    | 12-15 | 10-15 | 10-15 | -     | -    | 32-45        |
| 10.09.71 | URSS - Pologne                   | 3 - 0    | 15-6  | 15-10 | 15-10 | -     | -    | 45-26        |
| 10.09.71 | Bulgarie - Italie                | 3 - 0    | 15-5  | 15-10 | 15-2  | -     | -    | 45-17        |
| 11.09.71 | Yougoslavie - Bulgarie           | 0 - 3    | 12-15 | 8-15  | 13-15 | -     | -    | 33-45        |
| 11.09.71 | URSS - Allemagne de l'Est        | 3 - 1    | 15-13 | 15-10 | 13-15 | 15-7  | -    | 58-45        |
| 11.09.71 | Pologne - Italie                 | 3 - 0    | 15-12 | 15-10 | 15-9  | -     | -    | 45-31        |

## Classement final
| Place              | Équipe               |
| ------------------ | -------------------- |
| Médaille d'or      | URSS                 |
| Médaille d'argent  | Pologne              |
| Médaille de bronze | Bulgarie             |
| 4                  | Allemagne de l'Est   |
| 5                  | Yougoslavie          |
| 6                  | Italie               |
| 7                  | Tchécoslovaquie      |
| 8                  | Grèce                |
| 9                  | Espagne              |
| 10                 | Allemagne de l'Ouest |
| 11                 | France               |
| 12                 | Pays-Bas             |
| 13                 | Danemark             |